# Renato Pagliaro
Renato Pagliaro (Milano, 20 febbraio 1957) è un banchiere e dirigente d'azienda italiano, Presidente di Mediobanca e Vice presidente di RCS MediaGroup.

## Biografia
Si laurea in Economia Aziendale presso l'Università Bocconi con la votazione di 110/110 e lode ed entra in Mediobanca dal settembre 1981 dove svolge tutta la sua carriera fino ai vertici. 
Ne diviene funzionario nel 1985, Dirigente nel 1991, è stretto collaboratore di Enrico Cuccia. Direttore Centrale nel 1997, Vice Direttore Generale nell'aprile 2002, Condirettore Generale-Segretario dei Consiglio di Amministrazione dall'aprile 2003. È stato inoltre Presidente del Consiglio di Gestione dal luglio 2007 all'ottobre 2008.
Viene nominato Direttore Generale nell'ottobre 2008, fino al maggio 2010, e Consigliere di Amministrazione.
Vice presidente di RCS MediaGroup e membro del CdA di Pirelli & C. e Telecom Italia, Pagliaro è Presidente del Consiglio di Amministrazione di Mediobanca dal maggio 2010, sostituendo Cesare Geronzi.

### Altri incarichi
Renato Pagliaro attualmente è anche:
- Consigliere di Amministrazione di Burgo Group S.p.A.,
- Sindaco Effettivo dell'Istituto Europeo di Oncologia S.r.l.,
- Consigliere di Amministrazione di Cofactor S.p.A.